# Thierry Surgeon
Thierry Surgeon, né le 1er avril 1974, est un parolier et scénariste. Il a écrit notamment pour Anggun ,Florent Pagny, Yannick Noah et Louis Bertignac.

## Biographie
À 17 ans, il gagne le premier prix de poésie de la Maison de la radio.   
Il se forme ensuite à l'écriture et la composition de chansons en participant à l'atelier  Les récréations musicales de Eric Benzi et Mickaël Jones.   
À partir de 2009, Thierry Surgeon intervient comme auteur pour des artistes de la scène francophone :  Anggun et Florent Pagny avec le titre Nos vies parallèles (inscrit en novembre 2015 au hit-parade français), Yannick Noah, Louis Bertignac, Julie Zenatti, Olivier Dion, Lorie, Hélène Ségara,
En septembre 2010, il co-écrit avec Lola Sémonin, Gérard et Jérémie Bôle du Chaumont le spectacle sortit en DVD chez Universal La Madeleine Proust, un spectacle Haut Débit, sur une mise en scène de Caroline Loeb.
La même année il est auteur de La bible littéraire pour la série The Cookie & Crime Club, produit par la société Néomis Animation .
Il a également publié de nombreux livres-CD pour enfants: Les Zanimomusic, les Zanimomusic Autour du monde, les Zanimomusic Version anglaise (adaptés par Devon Graves) ainsi que des livres sonores édités chez Joyvox pour les moins de 2 ans.
Passionné par le développement personnel et l'ésotérisme, Thierry Surgeon publie en 2023 L'Oracle du Soleil Levant, en 2024 L'Oracle de la Musique et en 2025 L’Oracle des Nuits Blanches (édités chez Arcana Sacra du groupe Piktos).

## Discographie
Parolier
- 2023: Le Film de Ma Vie - Louis Bertignac (1er Single extrait de l'album Dans le Film de ma Vie)

- 2019 : Bonheur Indigo - Yannick Noah
  - Peau Lisse Man ( Thierry Surgeon - Frédéric Chateau / Frédéric Chateau)

- 2019 : A la fin (EP) - Thibault Eskalt
  - Quelqu'un qui m'entend (Thierry Surgeon / Thibault Eskalt - Bidge)
  - A la fin (Thierry surgeon / Thibault Eskalt - Bidge)
  - Entre nous, c'est mort (Thierry Surgeon / Bidge)

- 2018 : Zanimomusic in English - Devon & Josh
  - EE I OH (Thierry surgeon / Marc Demais / Adaptation de Devon Graves)
  - SOS (Thierry surgeon / Marc Demais / Adaptation de Devon Graves)
  - Splish Splash Glug Glug (Thierry surgeon / Marc Demais / Adaptation de Devon Graves)
  - Shhh (Thierry surgeon / Marc Demais / Adaptation de Devon Graves)
  - 1 2 3 4 (Thierry surgeon / Marc Demais / Adaptation de Devon Graves)
  - Pinch Me (Thierry surgeon / Marc Demais / Adaptation de Devon Graves)
  - Abracadabra (Thierry surgeon / Marc Demais / Adaptation de Devon Graves)
  - Which ice Cream would you choose (Thierry surgeon / Marc Demais / Adaptation de Devon Graves)
  - Sing, sing, sing (Thierry surgeon / Marc Demais / Adaptation de Devon Graves)
  - Run Hurley Run (Thierry surgeon / Marc Demais / Adaptation de Devon Graves)
  - On this magic Christmas Eve (Thierry surgeon / Marc Demais / Adaptation de Devon Graves)
  - Beneath the bright Balloons (Thierry surgeon / Marc Demais / Adaptation de Devon Graves)

- 2018 : Zanimomusic Autour du monde - Domitille et Amaury
  - Un pied devant l'autre (Thierry surgeon / Marc Demais)
  - Olé  (Thierry surgeon / Marc Demais)
  - Les carottes  (Thierry surgeon / Marc Demais)
  - Je serai la plus belle  (Thierry surgeon / Marc Demais)
  - La grosse voix de Papa  (Thierry surgeon / Marc Demais)
  - Hourra! Youpi!  (Thierry surgeon / Marc Demais)
  - Je danse  (Thierry surgeon / Marc Demais)
  - C'est rigolo  (Thierry surgeon / Marc Demais)
  - Jouer au Père Noël  (Thierry surgeon / Marc Demais)
  - Le beau silence  (Thierry surgeon / Marc Demais)
  - Les bonnes nouvelles  (Thierry surgeon / Marc Demais)
  - Sourire, ça vaut de l'or  (Thierry surgeon / Marc Demais)

- 2018 : Naïf - Antoine Galey 
  - Seul au monde (Antoine Galey - Thierry Surgeon / Frédéric Chateau)

- 2017 : Je sors ce soir - Barbara Opsomer
  - Putain de Rodéo (Thierry Surgeon, Xavier Requena, Frédéric Chateau / Frédéric Chateau)
  - Je Bruxelles (Thierry Surgeon, Xavier Requena / Frédéric Chateau)

- 2017 : Zanimomusic - Domitille et Amaury
  - Cocorico (Thierry Surgeon / Marc Demais)
  - Oh Voleur (Thierry Surgeon / Marc Demais)
  - Plouf, Splash, Glouglou (Thierry Surgeon / Marc Demais)
  - Chut (Thierry Surgeon / Marc Demais)
  - Balance doucement la tête (Thierry Surgeon / Marc Demais)
  - Pincez-moi (Thierry Surgeon / Marc Demais)
  - Abracadabra (Thierry Surgeon / Marc Demais)
  - Aidez-moi (Thierry Surgeon / Marc Demais)
  - Je chante, chante, chante (Thierry Surgeon / Marc Demais)
  - Cours Petit Tam-Tam (Thierry Surgeon / Marc Demais)
  - Danse le petit traineau (Thierry Surgeon / Marc Demais)
  - Sous les ballons de couleur (Thierry Surgeon / Marc Demais)

- 2015 : Toujours un ailleurs - Anggun
  - Nos vies parallèles (Frédéric Chateau - Thierry Surgeon / Frédéric Chateau  chanté en duo par Anggun et Florent Pagny
  - Mon capitaine (Frédéric Chateau, Iza Loris, Thierry Surgeon / Frédéric Chateau)
  - Est-ce que tu viendras ? (Delphine Dobrinine, Thierry Surgeon, Xavier Requena /Frédéric Chateau)
  - Aucune différence (adapté par Thierry Surgeon / Anggun / Rémi Lacroix)
  - Un jour à la fois (adapté par Thierry Surgeon et Xavier Requena / Anggun, James Jeffery /  Patrick Mascall, Paul Barry)

- 2014 : Olivier Dion (Productions J) - Olivier Dion
  - Je ne laisserai dire à personne (Thierry Surgeon, Frédéric Chateau, Xavier Requena/ Frédéric Chateau)

- 2011 : Parmi la foule - Hélène Ségara
  - Quoi ? Rien (Thierry Surgeon / Frédéric Chateau sous le pseudonyme d'Asdorve)

- 2011 : Regarde-Moi  - Lorie
  - Dita (Thierry Surgeon / Delphine Dobrinine / Asdorve)
  - Nous ne sommes pas des Anges  (Thierry Surgeon / Asdorve)
- 2010 : Plus de diva - Julie Zenatti
  - L'un souffre, l'autre s'ennuie (Thierry Surgeon / Frédéric Chateau)
  - Diva rouge (Iza Loris - Thierry Surgeon / Frédéric Chateau)

- 2010 : Une vie de rêve - Red Lili
  - Ligne 14 (Thierry Surgeon / Bidge - Red Lili)

- 2009 : La Vie du bon côté -  Nicolas Decan
  - Les Robes à fleurs (Thierry Surgeon / Nicolas Decan).
  - Angelina Jolie (Thierry Surgeon / Nicolas Decan)
  - Les Points dans la gueule (Thierry Surgeon / Nicolas Decan)
  - La Graine (Thierry Surgeon Surgeon / Nicolas Decan)